# Saint-Martin-Bellevue
Saint-Martin-Bellevue és un municipi francès situat al departament de l'Alta Savoia i a la regió d'Alvèrnia-Roine-Alps. L'any 2007 tenia 2.278 habitants.

## Demografia

### Població
El 2007 la població de fet de Saint-Martin-Bellevue era de 2.278 persones. Hi havia 813 famílies de les quals 140 eren unipersonals (78 homes vivint sols i 62 dones vivint soles), 233 parelles sense fills, 393 parelles amb fills i 47 famílies monoparentals amb fills.
La població ha evolucionat segons el següent gràfic:
Habitants censats

### Habitatges
El 2007 hi havia 917 habitatges, 835 eren l'habitatge principal de la família, 25 eren segones residències i 57 estaven desocupats. 750 eren cases i 147 eren apartaments. Dels 835 habitatges principals, 697 estaven ocupats pels seus propietaris, 127 estaven llogats i ocupats pels llogaters i 12 estaven cedits a títol gratuït; 25 tenien una cambra, 45 en tenien dues, 73 en tenien tres, 161 en tenien quatre i 532 en tenien cinc o més. 764 habitatges disposaven pel capbaix d'una plaça de pàrquing. A 251 habitatges hi havia un automòbil i a 556 n'hi havia dos o més.

### Piràmide de població
La piràmide de població per edats i sexe el 2009 era:
| Homes | Edats   | Dones |
| ----- | ------- | ----- |
| 0     | 95 o +  | 0     |
| 0     | 90 a 94 | 4     |
| 4     | 85 a 89 | 4     |
| 4     | 80 a 84 | 4     |
| 24    | 75 a 79 | 24    |
| 12    | 70 a 74 | 24    |
| 20    | 65 a 69 | 28    |
| 48    | 60 a 64 | 32    |
| 32    | 55 a 59 | 44    |
| 104   | 50 a 54 | 104   |
| 60    | 45 a 49 | 64    |
| 80    | 40 a 44 | 56    |
| 76    | 35 a 39 | 76    |
| 84    | 30 a 34 | 76    |
| 52    | 25 a 29 | 52    |
| 32    | 20 a 24 | 40    |
| 68    | 15 a 19 | 44    |
| 60    | 10 a 14 | 56    |
| 64    | 5 a 9   | 56    |
| 68    | 0 a 4   | 64    |

## Economia
El 2007 la població en edat de treballar era de 1.533 persones, 1.187 eren actives i 346 eren inactives. De les 1.187 persones actives 1.142 estaven ocupades (616 homes i 526 dones) i 45 estaven aturades (26 homes i 19 dones). De les 346 persones inactives 129 estaven jubilades, 133 estaven estudiant i 84 estaven classificades com a «altres inactius».

### Ingressos
El 2009 a Saint-Martin-Bellevue hi havia 838 unitats fiscals que integraven 2.369,5 persones, la mediana anual d'ingressos fiscals per persona era de 27.188 €.

### Activitats econòmiques
Dels 144 establiments que hi havia el 2007, 1 era d'una empresa alimentària, 3 d'empreses de fabricació de material elèctric, 16 d'empreses de fabricació d'altres productes industrials, 30 d'empreses de construcció, 30 d'empreses de comerç i reparació d'automòbils, 5 d'empreses de transport, 6 d'empreses d'hostatgeria i restauració, 3 d'empreses d'informació i comunicació, 5 d'empreses financeres, 4 d'empreses immobiliàries, 27 d'empreses de serveis, 9 d'entitats de l'administració pública i 5 d'empreses classificades com a «altres activitats de serveis».
Dels 43 establiments de servei als particulars que hi havia el 2009, 7 eren tallers de reparació d'automòbils i de material agrícola, 4 paletes, 2 guixaires pintors, 12 fusteries, 2 lampisteries, 4 electricistes, 1 empresa de construcció, 2 perruqueries, 4 veterinaris, 3 restaurants, 1 agència immobiliària i 1 saló de bellesa.
Dels 6 establiments comercials que hi havia el 2009, 2 eren fleques, 1 una fleca, 1 una peixateria, 1 una sabateria i 1 una botiga d'electrodomèstics.
L'any 2000 a Saint-Martin-Bellevue hi havia 13 explotacions agrícoles que ocupaven un total de 330 hectàrees.

## Equipaments sanitaris i escolars
L'únic equipament sanitari que hi havia el 2009 era una farmàcia.
El 2009 hi havia 1 escola maternal i 1 escola elemental.

## Poblacions més properes
El següent diagrama mostra les poblacions més properes.